# Trollheimen
Trollheimen er et fjeldområde på grænsen mellem Nordmøre i Møre og Romsdal og Trøndelag fylke i Norge. I vest er fjeldene af alpin karakter, mens de i øst er roligere. Området er afgrænset af Surnadal og Rindal i nord, Rennebu og Dovrebanen i øst, Sunndal i syd og fjordene i vest.

## Historie
Gennem millioner af år har isbræer formet fjeldområdet. Bræerne har lavet u-dale i øst og elve har lavet v-dale i vest. Trollheimen har sandsynligvis det området i landet som smeltede først efter istiden, og fund som er op til 9.000 år gamle tyder på at det har boet mennesker i området siden stenalderen. Fangst har vært hovederhverv i alle tider, og er det fortsat, særlig fugl, ren og elg. Området er også vigtigt for norsk friluftsliv og idræt som fjeldklatring.
Navnet Trollheimen blev først foreslået af Håkon Løken, og blev givet til området af Trondhjems Turistforening i 1880'erne.

## Natur
Trollheimen danner et klimaskæl mellem landsdelene og har flere fredede områder:
- Norges første landskabsværnområde Innerdalen (1967).
- Trollheimen landskabsområde i Rindal, Surnadal, Sunndal, Oppdal, Rennebu og Meldal 1 165 km², 1987),
- Svartåmoen naturreservat i Sunndal og Rindal (12 650 dekar, 1987; utvida 1999),
- Minilldalsmyrane naturreservat i Oppdal og Rennebu (1878 dekar flatmyr, 1990).

Området er kendt for en spændende fjeldflora og med blandt andet norsk malurt.
De højeste toppe er Trolla (1850 moh.), Såtbakkollen (1840 moh.) Dronninga (1816 moh.), Kongen (1806 moh.), Blåhø (1672 moh.), Snota (1668) og Trollhetta (1614).
Dybe, trange dale skærer gennem landskabet, de mest kendte er Innerdalen, Todalen og Gjevilvassdalen.
I gennemsnit går skovgrænsen omkring 1000 meter, men på grund af mildere klima de sidste år, kryber skovgrænsen opover fjeldsiderne, år for år.

## Næringsliv
Hovederhvervene er jordbrug, turisme og vandkraft i Trollheimen.

### Jordbrug
Trollheimen tilbyder god græsning og det samlede antal får er mellem 10 og 12.000 dyr. Der bliver drevet rendrift, med en stamme på omkring 2.500 rener. Dertil er der mindre mængder kvæg. Det findes ikke vildren i Trollheimen.

### Turisme
Det er meget turisme i området og flere hytter i turistnettet fra Den Norske Turistforening. Hytterne som bliver drevet af Trondhjems turistforening er Trollhytta, Gjevillvasshytta og Jøldalshytta. Turistforeningen kalder turen mellem disse hytter for Trekanten. Kristiansund og Nordmøre Turistforening driver den selvbetjente hytta Vollasetra.
Dalene i Trollheimen ligger på omkring 500 til 700 moh. mens fjeldmassiverne ligger fra 1.000 til 1.850 moh. så højdeforskellen er stor på turene. Gåturene bliver ikke karakteriseret som særskilt krævende, men klatreulykker forekommer og fjeldet har i enkelte tilfælde krævet liv. Blandt andet er flere omkommet i Trolla-massivet.
I vinterhalvåret er der fine skiløjper rundt i området. Der er ca. 1.500 hytter omkring i Trollheimen. Flest hytter er der ved Skarvatnet og Gjevilvassdalen i Oppdal, Resdalen i Meldal og på Nerskogen i Rennebu. 

### Vandkraft
Mellem 1960 og 1980 blev meget af vandkraften i Trollheimen udbygget. 75% af vandkraftpotentialet i Trollheimen er udnyttet og halvdelen af vandoverfladen er reguleret. 

### Forskning
På Kårvatn i Todalen har Norsk institut for luftforskning haft en målestation siden 1978. Målingerne viser at dette er et af de områder i Nord-Europa med mindst forurening. 

## Andet
Omkring 5 timers gåtur nord for Gjevilvasshytta lå det et par isgrotter, der blev kaldt Spejlsalen og Blåsalen. Isgrotterne blev dannet ved at der gik en elv gennem sneen som ligger mellem Svarttjønnin og Blåhøtjønna. Det var kun i enkelte år at disse isgrotter åbner sig.
På grund af klimaforandringer svinder isbræerne, og isgrotterne kollapset november 2007.